# Akademia Dobra i Zła (powieść)
Akademia Dobra i Zła (ang. The School of Good and Evil) – amerykańska baśniowa powieść fantasy, kierowana do młodzieży, napisana przez Somana Chainaniego. Jest pierwszą powieścią z cyklu pod tym samym tytułem i debiutem autora. Opowiada o pięknej Sofii, która wierzy, że zostanie księżniczką, oraz jej przyjaciółce, Agacie, która jest uznawana przez mieszkańców wioski za czarownice. Nastolatki zostają porwane przez Dyrektora Akademii i zabrane do Akademii Dobra i Zła. Agata trafia do części dobrej, Sofia zaś do złej, a ich przyjaźń jest wystawiona na próbę.
Powieść po raz pierwszy ukazała się w USA 14 maja 2013 nakładem HarpertCollins. W Wielkiej Brytanii ukazała się 6 czerwca 2013. Polska wersja ukazała się 18 marca 2015 nakładem wydawnictwa Jaguar, w tłumaczeniu Małgorzaty Kaczarowskiej. Na podstawie powieści powstał film wyprodukowany przez Netflix. Książka zebrała pozytywne opinie krytyków.  W lipcu 2020 sprzedała się w ponad 2,5 mln egzemplarzy.

## Fabuła
Co cztery lata w wiosce Gawaldon dwoje dzieci zostaje porwane przez nieznaną siłę do tajemniczego miejsca, w którym podobno znajduje się akademia, gdzie szkoli się bohaterów i złoczyńców z baśniowychopowieści. Podczas gdy większość dzieci i ich rodziny boją się tej tajemniczej siły, Sofia marzy o uczęszczaniu do tej szkoły, gdzie mogłaby zyskać swoje własne „i żyli długo i szczęśliwie” u boku czarującego księcia. Najlepsza przyjaciółka Sofii, Agata, to jej całkowite przeciwieństwo – ponura, brzydka i negatywnie nastawiona do świata. Dodatkowo, mieszka ona ze swoją wyklętą z miasta matką tuż obok cmentarza, przez co mieszkańcy wioski uważają ją za wiedźmę. Mimo to Agata pragnie tylko prowadzić spokojne i normalne życie.
Gdy nadchodzi dzień kolejnego porwania, Agata ukrywa się w domu, jednak wybiega na pomoc Sofii, kiedy ta celowo pozwala się porwać. W ten sposób Agatha również zostaje zabrana.
Ku ich przerażeniu, dziewczynki trafiają do „niewłaściwych” szkół: Sofie zostaje w Akademii Zła, a Agatha uczennicą Akademii Dobra. Kiedy mają okazję zobaczyć się podczas wspólnego spotkania szkół Agata próbuje przekonać Sofię, aby wróciła z nią do domu, aby mogły pozostać razem jako przyjaciółki. Sofia jednak jest zdeterminowana, by zostać w Szkole Dobra, a wkrótce zakochuje się w najpopularniejszym księciu w szkole, Tedrosie, który jest synem króla Artura. Tedros również zwraca na nią uwagę, jednak coraz częściej zaczyna spotykać się z Agatą.

## Tłumaczenia
Do maja 2020 książka została przetłumaczona na co najmniej 30 języków. Języki, do których sprzedano prawa do tłumaczenia, to m.in. chiński, holenderski, tajwański, czeski, słowacki, litewski, włoski, portugalski, rosyjski, hebrajski, grecki, francuski, indonezyjski, tajski, hiszpański, niemiecki, norweski i bułgarski.